# Befehlshaber der Seestreitkräfte der Ostsee

Flagge der NATO

Der Befehlshaber der Seestreitkräfte der Ostsee (BSO) war ein Bereichsbefehlshaber der Bundesmarine. Sitz des Befehlshabers und der gleichnamigen Dienststelle war Kiel. Der BSO unterstand dem Befehlshaber der Flotte und war gleichzeitig unter der Bezeichnung COMNAVGERBALT  NATO-Seebefehlshaber für die deutschen Seestreitkräfte in der Ostsee.

## Geschichte
Nach Aufstellung der Bundeswehr ab 1955 war ihre operative Führung an die NATO delegiert. Die neu aufgestellten Verbände wurden in die bestehende NATO-Kommandostruktur integriert. Die Verbände der Marine in Nord- und Ostsee wurden auf die Kommandobereiche Mitteleuropa und Nordeuropa aufgeteilt. Für ihre Führung wurden zwei deutsche Befehlshaber als Teil der NATO-Kommandostruktur eingesetzt. Dafür wurden ab 1956/57 die Kommandos Befehlshaber der Seestreitkräfte der Ostsee und Befehlshaber der Seestreitkräfte der Nordsee (BSN) aufgestellt.
Diese Lösung war für die deutsche Marine insofern unbefriedigend, als ihre Kräfte auf zwei Bereiche verteilt waren, deren nächster gemeinsamer Vorgesetzter der NATO-Oberbefehlshaber für Europa SACEUR war. 1961 gelang es, die NATO-Kommandostruktur im nördlichen Europa den deutschen Wünschen entsprechend anzupassen. Kern der Veränderung war die Aufstellung des NATO-Kommandos Ostseezugänge im Januar 1962. Während die Aufgaben des Befehlshabers der Seestreitkräfte der Ostsee vom Flottenkommando übernommen und seine Dienststelle zum 31. August 1961 aufgelöst wurde, blieb der BSN als NATO- und nationaler Befehlshaber unter dem Flottenkommando bis 1993 bestehen.
Die Auflösung der Dienststelle dauerte vom 1. September 1961 bis 31. Oktober 1961 und geschah unter der Leitung des ehemaligen Chefs des Stabes, Kapitän zur See Röver.

## Organisation

### Nationale und NATO-Unterstellung
Beim Aufbau der Bundesmarine wurden ihre Verbände zunächst in die bestehende NATO-Kommandostruktur eingefügt. Als NATO-Befehlshaber für den Ostseebereich wurde der neue deutsche COMNAVGERBALT dem Kommandobereich NATO-Nordeuropa zugeordnet und dem Seebefehlshaber Nordeuropa COMNAVNORTH unterstellt. Die deutschen Marineeinheiten in der Nordsee unterstanden dem Kommandobereich NATO-Mitteleuropa. Ab 1957 sollte der Einsatz von NATO-Seestreitkräften im Nord- und Ostseeraum durch eine North/Center Planning Group zwischen den Bereichen koordiniert werden.
Um der durch den Aufbau deutscher Streitkräfte veränderten Situation Rechnung zu tragen, wurde 1962 das NATO-Kommando Ostseezugänge (Allied Command Baltic Approaches/ACBA) aufgestellt, dem alle deutschen Seestreitkräfte zugeordnet wurden. Die Aufgaben des BSO wurden auf den Flag Officer Germany übertragen, der in nationaler Funktion Befehlshaber der Flotte war und wiederum dem NATO-Seebefehlshaber Ostseezugänge (COMNAVBALTAP) unterstand. 
Truppendienstlich war der BSO dem Befehlshaber der Flotte unterstellt. Er selber war, außer für seinen Stab, kein truppendienstlicher Vorgesetzter, sondern führte nur die für den Einsatz zugeordneten Kräfte.

### Führung
Der Befehlshaber der Seestreitkräfte der Ostsee trug den Dienstgrad eines Flottillenadmirals (FAdm). 

#### Liste der Befehlshaber
| Nr. | Name                                          | Beginn der Amtszeit | Ende der Amtszeit | Bemerkungen                                  |
| --- | --------------------------------------------- | ------------------- | ----------------- | -------------------------------------------- |
| 3   | FAdm Karl E. Smidt                            | 4/1961              | 8/1961            |                                              |
| 2   | FAdm Heinrich Gerlach                         | 7/1957              | 3/1961            |                                              |
| 1   | Fregattenkapitän/Kapitän zur See Helmut Neuss | 2/1957              | 6/1957            | mit der Wahrnehmung der Geschäfte beauftragt |

#### Chefs der Stabes
- Fregattenkapitän/Kapitän zur See Helmut Neuss: von Februar 1957 bis Februar 1958
- Kapitän zur See Heinrich Schuch: von Februar 1958 bis September 1960
- Kapitän zur See Werner Röver: von Oktober 1960 bis August 1961